# Leptogaster cingulipes
Leptogaster cingulipes là một loài ruồi trong họ Asilidae. Leptogaster cingulipes được Walker miêu tả năm 1849. Loài này phân bố ở vùng Tân nhiệt đới.